# Грей, Джон Миллер
Джон Миллер Грей (1850, Эдинбург — 1894, Эдинбург) — шотландский художественный критик, первый куратор Шотландской национальной портретной галереи.

## Биография
Грей родился и прожил всю жизнь в Эдинбурге. В 1866 году поступил на работу в банк в качестве помощника клерка, но вскоре оставил эту профессию. Изучал искусство и литературу. Джон Миллер Грей стал достаточно известным в Эдинбурге художественным критиком. В 1884 году Грей стал первым куратором Шотландской национальной портретной галереи. Активно занимался систематизацией экспонатов галереи. Издал несколько работ о деятелях шотландской культуры. Перед смертью в 1894 году Грей завещал своё состояние галерее.